# Stefan Born (Fußballspieler)
Stefan Born (* 7. März 1958 in Siegen; † 2. April 2015) war ein deutscher Fußballspieler.

## Leben
Der aus Siegen stammende Born spielte für die Sportfreunde Siegen und brachte es bis in die Westfalenauswahl, bevor er 1980 in die Oberliga Hessen zu Eintracht Haiger wechselte. Dort wurde er von Jupp Heynckes, Trainer beim Bundesligisten Borussia Mönchengladbach, entdeckt und zur Saison 1981/82 an den Bökelberg geholt. In der Mannschaft um die aufstrebenden Talente Lothar Matthäus, Wolfram Wuttke und Uwe Rahn kam Born nicht über die Rolle des Ergänzungsspielers hinaus. Seinem Bundesligadebüt am 30. Januar 1982, als er nach 78 Minuten für Bernd Schmider eingewechselt wurde, schlossen sich nur zwei weitere Einsätze an. Bei seinem dritten und zugleich letzten Bundesligaspiel am 30. März 1982 gegen Eintracht Frankfurt stand er im Mittelfeld an der Seite von Ralf Bödeker, Hans-Günter Bruns und Uwe Rahn in der Startaufstellung. Nachdem er in der Saison 1982/83 ohne Pflichtspieleinsatz geblieben war, wechselte der schlaksige Mittelfeldspieler in der Sommerpause zurück ins Amateurlager und schloss sich dem 1. FC Viersen an.
Es folgte ein erneutes Engagement beim Oberligisten Eintracht Haiger. Mit dem Klub erreichte er im DFB-Pokal 1984/85 das Achtelfinale. Nach einem Sieg über den Ligarivalen CSC 03 Kassel besiegte man in der zweiten Runde den Bundesligisten Karlsruher SC mit 1:0 nach Verlängerung, wobei Born zu den spielbestimmenden Akteuren zählte. Erst im Achtelfinale zeigte der Zweitligist SG Union Solingen bei einer 0:8-Niederlage dem Amateurklub die Grenzen auf. Zu einem weiteren sportlichen Höhepunkt kam es in der Spielzeit 1986/87 unter dem neuen Trainer Peter Cestonaro, der Haiger bis auf Tabellenrang zwei hinter den Kickers Offenbach und der damit verbundenen Teilnahme an der deutschen Amateurmeisterschaft 1987 führte. Dort scheiterte man in der 1. Runde mit 0:0 und 2:3 am späteren Sieger MSV Duisburg.
1989 ging Born als Spielertrainer zum Bezirksligisten SG Hausen/Fussingen. 1997 gewann er mit dem Klub den Kreispokal, 1999 übernahm er den Trainerposten beim Lokalnachbarn TuS Waldernbach. 2003 wurde er Trainer bei seinem Ex-Klub Eintracht Haiger, der nach Konkurs und Neugründung in der Kreisliga C startete.
Born erlitt im März 2006 einen Herzinfarkt und fiel ins Wachkoma. Zur finanziellen Unterstützung seiner Familie veranstalteten seine ehemaligen Vereine daraufhin ein Benefizspiel, an dem die Weisweiler-Elf, das Traditionsteam von Borussia Mönchengladbach, gegen eine Lokalauswahl antrat. Die Veranstaltung erbrachte einen Erlös von rund 20.000 Euro.